# Courcelles-sur-Viosne
Courcelles-sur-Viosne – miejscowość i gmina we Francji, w regionie Île-de-France, w departamencie Dolina Oise.
Według danych na rok 1990 gminę zamieszkiwało 287 osób, a gęstość zaludnienia wynosiła 80 osób/km² (wśród 1287 gmin regionu Île-de-France Courcelles-sur-Viosne plasuje się na 932. miejscu pod względem liczby ludności, natomiast pod względem powierzchni na miejscu 779.).